# Manuela Giugliano
Manuela Giugliano, född den 18 augusti 1997 i Castelfranco Veneto, är en italiensk fotbollsspelare.

## Karriär
Manuela Giugliano inledde sin seniorkarriär i Pordenone år 2013. Efter att ha spelat för Torres Calcio och Verona värvades hon 2017 av ACF Brescia. Hon kontrakterades 2018 av AC Milan och 2019 av AS Roma. Hon har även representerat det italienska damlandslaget där hon debuterade år 2014.